# Filippo Iannone
Filippo Iannone, O.Carm (Nápoles, 13 de dezembro de 1957) é um prelado italiano da Igreja Católica que é presidente do Pontifício Conselho para os Textos Legislativos desde abril de 2018. É bispo desde 2001 e arcebispo desde 2012.

## Educação e início de carreira
Em 1 de agosto de 1976, após concluir o ensino médio, entrou na Ordem dos Carmelitas. Fez o noviciado em San Martino ai Monti em Roma e o estudantado na Santa Maria del Carmine (Nápoles). Ingressou na Pontifícia Faculdade Teológica da Itália Meridional, obtendo o Bacharelado em Teologia, e, posteriormente, na Pontifícia Universidade Lateranense, onde obteve o Doutorado In Utroque Iure. Depois de um curso na Rota Romana, ele ganhou o título de avvocato rotale.
Iannone emitiu seus votos em 1 de outubro de 1977 e a profissão solene em 15 de outubro de 1980. Em 26 de junho de 1982, foi ordenado presbítero.
Na Ordem Carmelita, ocupou os cargos de Ecônomo-Comissário, de 1985 a 1988; Ecônomo Nacional, de 1988 a 1991; Conselheiro-Comissário, de 1988 a 1994; e Presidente da Comissão para a Revisão das Constituições, de 1989 a 1995. Na Arquidiocese de Nápoles, ocupou os seguintes cargos: Defensor do Vínculo do Tribunal Regional da Campânia, de 1987 a 1990; Vigário Judicial Adjunto do Tribunal Diocesano de Nápoles, de 1990 a 1994; Vigário Episcopal para a IV Zona Pastoral, de 1994 a 1996, e Pró-Vigário Geral, de 1996 a 2001.
Foi Professor de Direito Canônico, como Professor Associado, na Pontifícia Faculdade Teológica do Sul da Itália. Monsenhor Iannone ministrou cursos, como Professor Visitante, em alguns Institutos Superiores de Ciências Religiosas e na Escola de Especialização em Direito Eclesiástico e Canônico da Faculdade de Direito da Universidade Federico II de Nápoles.

## Ministério Episcopal
Em 12 de abril de 2001, Iannone foi apresentado como bispo auxiliar da Arquidiocese de Nápoles e bispo titular de Nebbi na Argélia pelo Papa João Paulo II. Ele recebeu sua ordenação episcopal em 26 de maio de 2001 do cardeal Michele Giordano, tendo como co-consagradores os bispos Vincenzo Pelvi e Agostino Vallini. No momento de sua nomeação, ele era o mais jovem bispo italiano. Como parte da reorganização da Arquidiocese de Nápoles, levada a cabo pelo Cardeal Crescenzio Sepe, foi nomeado Vigário-geral, coordenando com o clero e as curadoras moderadoras. (lit. "Moderadores da corte") em assuntos de administração da Igreja.
Em 19 de junho de 2009, o Papa Bento XVI nomeou-o Bispo da Diocese de Sora-Cassino-Aquino-Pontecorvo. Nessa época, era Consultor da Congregação para os Institutos de Vida Consagrada e Sociedades de Vida Apostólica, Membro do Conselho para os Assuntos Jurídicos e Presidente da Comissão para a Construção do Culto da Conferência Episcopal Italiana.
Em 31 de janeiro de 2012, o Papa nomeou-o vice-regente da Diocese de Roma, elevando-o a arcebispo. Além dos dois cargos anteriores na Congregação e na Conferência, também era membro do Supremo Tribunal da Assinatura Apostólica.
Em 11 de novembro de 2017, Monsenhor Iannone foi nomeado como secretário adjunto do Pontifício Conselho para os Textos Legislativos. Ao aceitar a renúncia de Francesco Cardeal Coccopalmerio, em 7 de abril de 2018, o papa Francisco nomeou Iannone para sucedê-lo como presidente do Conselho.
Em 13 de julho de 2019, o Papa Francisco o nomeou membro da Congregação para o Clero por um mandato de cinco anos e em 29 de julho, membro da Comissão de Apelações para casos criminais graves, cuja decisão é reservada à Congregação para a Doutrina da Fé. Em 29 de setembro de 2020, foi nomeado secretário da Comissão para os Assuntos Reservados e em 5 de dezembro, membro da Congregação para as Causas dos Santos.
Após a publicação da nova constituição apostólica Praedicate evangelium, o Papa Francisco, em 5 de maio de 2022, estabeleceu uma comissão interdicasterial para a revisão do regulamento geral da Cúria Romana, da qual Monsenhor Iannone foi nomeado presidente. Em 1 de junho de 2022, foi nomeado membro da Congregação para o Culto Divino e Disciplina dos Sacramentos.